# フロッグアイサラダ
フロッグアイサラダ(Frogeye salad)は、甘いパスタサラダ（デザートサラダ）の一種で、小さく丸いパスタであるアチーニ・ディ・ペペと、ホイップクリーム、卵黄から作る。マンダリンオレンジやパイナップル等の果物もしばしば加えられ、マシュマロをトッピングして甘さを増すこともある。ユーモラスな料理名は、カエルの目のように見えるパスタの形に由来しており、フィッシュアイサラダ(fish-eye salad)とも言う。
このサラダは、アイダホ州とユタ州及び周辺の州(モルモン回廊)の、特に末日聖徒イエス・キリスト教会会員の間で強い地域的存在感を持っている。